# Миланко Михайлица
Миланко Михайлица (на сръбски: Миланко Михајлица) е сръбски политик, народен представител в Народното събрание на Република Сръбска. Председател на Сръбска радикална партия на Република Сръбска (СРП РС, на сръбски: СРС РС).

## Биография
Миланко Михайлица е роден на 13 ноември 1967 година в град Нови град, Босна и Херцеговина (СФРЮ).